# Mount Vernon (Maryland)
Mount Vernon is een plaats (census-designated place) in de Amerikaanse staat Maryland, en valt bestuurlijk gezien onder Somerset County.

## Demografie
Bij de volkstelling in 2000 werd het aantal inwoners vastgesteld op 761.

## Geografie
Volgens het United States Census Bureau beslaat de plaats een oppervlakte van
41,2 km², waarvan 34,0 km² land en 7,2 km² water.

## Plaatsen in de nabije omgeving
De onderstaande figuur toont nabijgelegen plaatsen in een straal van 20 km rond Mount Vernon.